# 国有鉄道会社

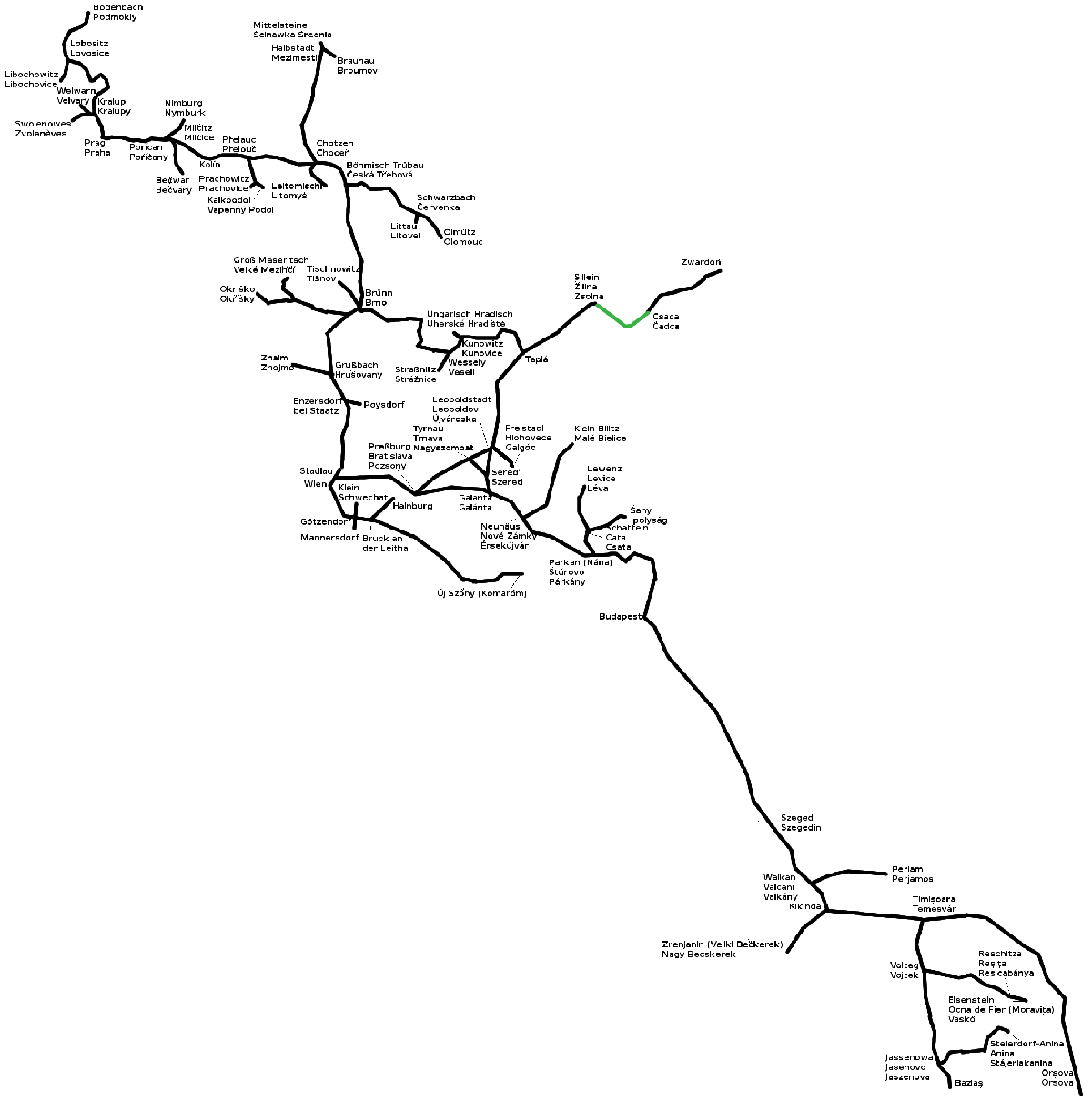
StEGが運営するプラハからティミショアラ、レシツァ、オルソバまでの路線

国有鉄道会社（こくゆうてつどうがいしゃ、ドイツ語:Staats-Eisenbahn-Gesellschaft 、StEG）は、1855年 1月1日にフランス資本を中心に設立され、オーストリア帝国 、後のオーストリア＝ハンガリー帝国で鉄道を運営した民間企業である。帝国解体の以後、StEGの業種が変更されて、会社は1940年にオーストリア・エマイル株式会社（Austria Email AG）と改称された。
ハンガリーの路線（バナットおよびトランシルバニアを含む）は、1891年にハンガリー国鉄に売却された。 
StEGは1909年に国有化され、オーストリアーハンガリーのオーストリア地域の公営旅客会社であるオーストリア国営鉄道の一部となった。 
StEGの最初の社長は、アルーマニア人起業家のゲオルゲ・シーナであった。 
StEGの2つの蒸気機関車および車両工場は、ウィーナー・ノイシュタットとレシツァにあった 。 